# Palacio del Condestable Iranzo
El palacio del Condestable Iranzo, también llamado casa palacio del Condestable Don Miguel Lucas de Iranzo, es un inmueble de estilo mudéjar de la ciudad de Jaén, España.
El lugar donde se encuentra era el sitio en el que se establecieron las familias más nobles y poderosas de la ciudad, situándose junto a la catedral y a los poderes civiles, y que supuso el asentamiento de la burguesía jiennense en dicha zona, construyendo sus viviendas, caracterizadas por el uso comercial en la planta baja, en una apuesta estilística que va del modernismo al regionalismo, a lo largo del siglo XIX y principios del siglo XX.
La destrucción de los palacios musulmanes tras la   '' Reconquista'' ha limitado la representación de la residencia aristocrática en Jaén al antiguo Alcázar, actual castillo de Santa Catalina, que responde a una tipología de fortaleza, y a los restos del palacio del Condestable Miguel Lucas de Iranzo, construcción en la que intervinieron alarifes y artesanos moriscos que dejaron su impronta en las yeserías y en el imponente alfarje del salón donde se ubica.
El palacio refleja el carácter y gusto predominante, dentro de la arquitectura civil, en las provincias de Andalucía a partir del siglo XV, así también como muestra de la pervivencia del arte hispanomusulmán en los territorios conquistados por los cristianos, que ha dejado buena muestra de ello en los alfarjes que aún conserva. De esta forma el inmueble reúne una compleja estratigrafía arquitectónica, que documentalmente es rastreable desde mediados del siglo XV.
Posteriormente, parte del palacio se transformó en el denominado Casino Primitivo a partir de 1919, resultando ser el germen del nacimiento de otros casinos en la localidad, convirtiéndose, además, en lugar privado al que acudían las personalidades más relevantes dentro de la vida social de la ciudad, continuando su importancia durante el siglo XIX.

## Historia
La casa fue adquirida por Miguel Lucas de Iranzo convirtiéndose en su lugar de residencia desde 1462, realizando grandes obras que la transformaron por completo, convirtiéndolo en un suntuoso palacio mudéjar. El palacio ocupaba originariamente una gran extensión del parcelario, cuyos límites descritos en las crónicas lo sitúan entre la calle Maestra, plaza de la Audiencia, calle Colón y calle Cerón, sin llegar a conocerse la extensión completa que originariamente abarcaba el mismo.
A la muerte del Condestable en 1473 pasó a manos de los Marqueses de Villardompardo, sus herederos, hasta que llegó a la posesión de los Marqueses de Bélgida, que lo modificaron, vendiendo una parte a Fernando de Aranda en 1805. Pese a las modificaciones, a mediados del siglo XIX aún conservaba vestigios de su primitivo esplendor.
En la segunda mitad del siglo XIX sufrió una gran transformación, levantándose sobre algunas zonas del edificio un teatro, varias viviendas y el popular Casino Primitivo. En 1892 el palacio fue adquirido por el arquitecto Justino Flórez Llamas, quien en 1919 vendió al Casino Primitivo la parte principal del palacio, volviendo a sufrir nuevas obras en 1928, que alteraron de manera notable su fisonomía, pero conservando aún los restos de su esplendor monumental.
El edificio que da a la calle Maestra sufrió una remodelación, con el fin de adaptarlo a las instalaciones que albergaron el Casino Primitivo. En la parte oeste, junto a la antigua fachada principal, se han construido nuevos edificios en lo que fuera apeadero y patio.
En la actualidad, el acceso al jardín y a la sala baja se realiza por la calle Maestra, donde una estrecha escalera conduce al corredor que hay entre el jardín y la sala. Una vez en el jardín se puede apreciar los restos del antiguo palacio, que está formado por un ala que va de norte a sur. En el patio, situado en un nivel inferior a la rasante de la calle, encontramos dos galerías de arcos sobre columnas toscanas, dispuestas en un lateral, formada por siete arcos cada una, que corresponden, en parte, a la estructura original del palacio del Condestable y que formaban parte de la logia o corredor que daba acceso al jardín interior del edificio. Ambas galerías fueron objeto de una remodelación durante el siglo XVI, siendo el interior de la galería superior modificada posteriormente. Tras la arcada de la galería baja se conservan los restos más importantes del palacio construido por Miguel Lucas de Iranzo. En este lugar es donde se sitúa la sala más importante del palacio, lugar en la que se celebraban los grandes banquetes y fiestas que se describen en la edición realizada por Juan de Mata Carriazo: «Hechos del Condestable don Miguel Lucas de Iranzo», recogido del manuscrito que se encuentra en la Biblioteca Nacional de España bajo el título: «Chrónica del Condestable de Castilla Don Miguel Lucas».

## Descripción

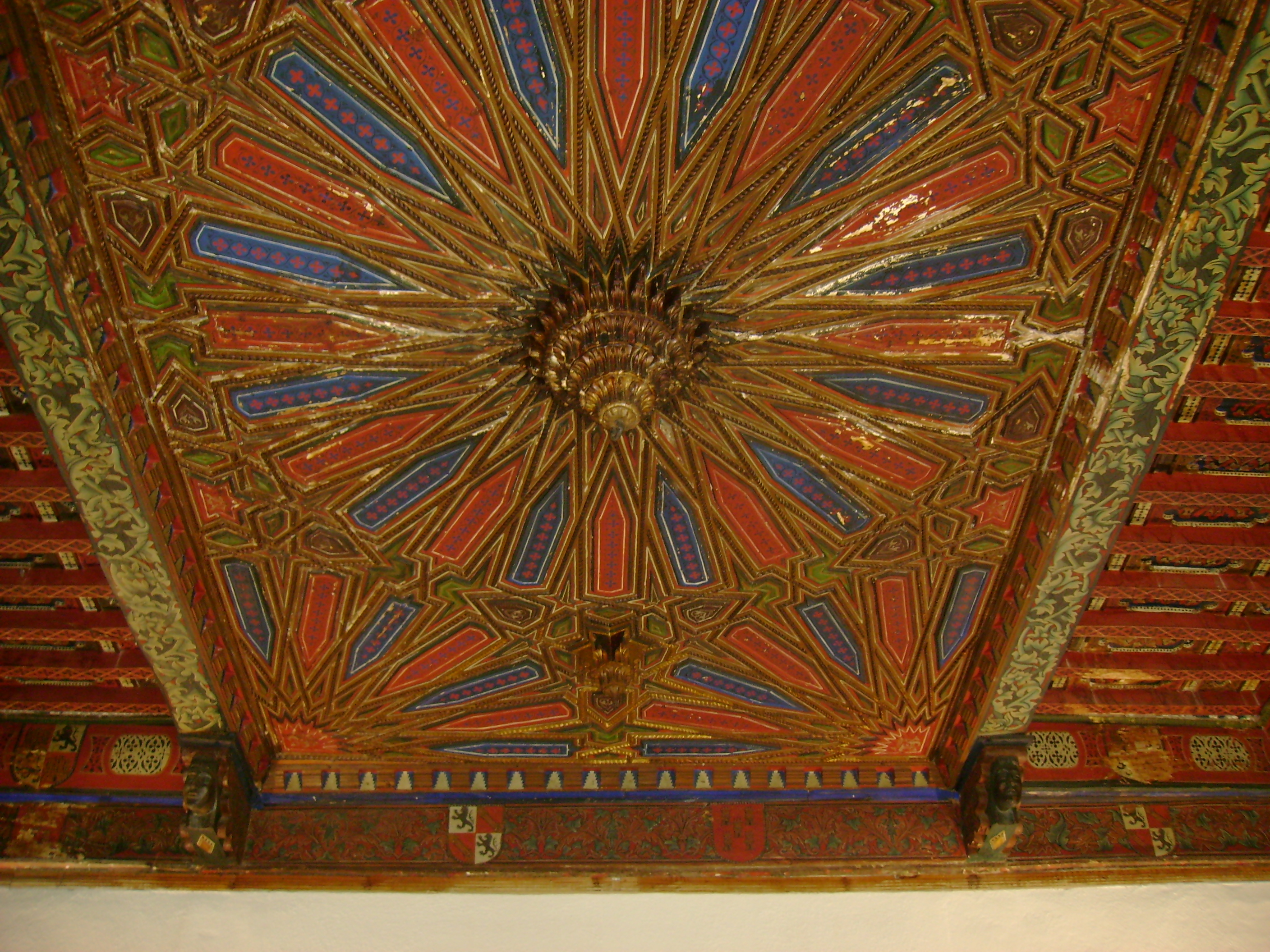
Artesonado polícromo del Salón Mudéjar

Entre las columnas del citado patio del palacio se encuentra el escudo de armas perteneciente a la familia de Villardompardo, en el que aparecen Reales de las Quinas de Portugal en lo alto y bajo del escudo, y a los lados las de la casa de Torres, que son cinco torres almenadas, de tres almenas y timbrado con corona de infante.
Desde el referido patio se accede a un gran salón cubierto, compuesto por armadura holladera y alfarje mudéjar, con piña central de mocárabes que pende de una estrella de lacería de veinticuatro puntas en el centro, decorado por entrelazos en las entrecalles y motivos vegetales pintados, donde las jácenas descansan sobre canes antropomorfos y a modo de friso aparecen las armas del Condestable y su esposa.
En la pared del salón anteriormente citado, en el centro mirando hacia el oeste, quedan empotrados los restos de una gran portada mudéjar, que era la primitiva puerta de entrada desde el apeadero, apreciándose en el intradós del arco yeserías con decoración de rosetas, y que hoy puede verse de forma parcial por no conservarse completamente, elemento que Juan de Mata Carriazo cita al final de su estudio preliminar a la edición de los «Hechos del Condestable don Miguel Lucas de Iranzo», que tras la restauración, acometida en 1920, conserva la sala baja y una estancia contigua donde se había levantado la puerta de yesería mudéjar que comunicaba la sala y el apeadero.
El alfarje, ubicado en dicha estancia, cubre totalmente la sala, con una medida de 5 x 15 metros. El taujel está decorado con una estrella central de lazo de veinticuatro puntas, alternando los tonos rojo y azul, con una piña dorada con mocárabes en el centro. Abundan igualmente los dorados en los contornos de los lazos. La estrella queda inscrita en un hexágono regular. En los cuatro ángulos del rectángulo que componen el alfarje se inicia el desarrollo de nuevos hexágonos enmarcando otras cuatro estrellas de lazo de veinticuatro que quedan cortadas, presentando siete puntas cada una. En las dos uniones de los hexágonos se forman estrellas de seis puntas con mocárabes. Entre los canes figuran los escudos de armas del Condestable y su esposa.
A ambos lados del alfarje, aparecen cinco jácenas decoradas con labor vegetal y apoyadas en canes con forma antropomorfa que forman cuatro espacios, en cada uno de ellos hay dieciocho jaldetas, que dividen a su vez los espacios en diecisiete calles con labor de menado, con alfardones dobles en el centro y chillas con forma de capulillas de cuatro hojas y estrellas de ocho puntas que alternan a ambos lados. Las chillas y los alfardones están separados por saetinos, donde la labor de los alfardones es de tipo vegetal, combinando principalmente los tonos rojos, blancos y negros.
En los tabicones, con fondo rojo, aparece el escudo del Rey Enrique IV en el centro, rodeados de unos rectángulos de fondo blanco con dibujos de estrellas en azul, decoración que se extiende y reitera igualmente por todas las jácenas, quedando representado treinta y dos veces.
En las cobijas formadas por los canes abunda de nuevo la decoración vegetal con tonos verdes, y en cada cobija están pintadas las armas de don Miguel Lucas de Iranzo y de su mujer, doña Teresa de Torres Carrillo, alternando de manera que figuran diez veces cada uno de los escudos.
En la parte derecha de esta sala, mirando desde el jardín, hay otra estancia de la misma anchura que la anterior y de unos seis metros de longitud cubierta con otro alfarje que se conserva sin restaurar y en buenas condiciones. El artesonado está decorado con ruedas de lacería formados por diez puntas, con estrella en el centro. Un tercer salón muestra artesonado con dibujos florales.
La torre, hoy día desaparecida, mantiene aún su planta en el sótano del palacio, y conserva todavía la puerta que daba acceso a la misma, en la que aparecieron yeserías y que en la actualidad se encuentra cegada.
La primera y la segunda planta, correspondientes a la parte donde se ubicaban las dependencias del Casino Primitivo, definen un nuevo estilo aunque sin elementos magníficos, y decorado con arreglo al gusto romántico de los casinos del siglo XIX.
En un lateral del Casino, en la plaza de la Audiencia, se construyó el teatro de la Audiencia en 1830 que, tras su deterioro y posterior remodelación (1919-1922), abrió de nuevo sus puertas en 1927, siendo su artífice Justino Flórez Llamas, pasando a denominarse Teatro Darymelia. Este teatro funcionó como cine hasta 1942. Presenta una decoración de ladrillo de estilo regionalista al gusto de la época, con tres arcos de medio punto y un frontis de estilo neoclásico de azulejo policromado. Actualmente, se ha conservado la fachada para construir un nuevo teatro, según proyecto de Isicio Ruiz Albusac, recuperándolo como espacio escénico tras su apertura como teatro municipal en 1992.
En 1919 Justino Flórez vende la parte del palacio del Condestable al Casino Español, conocido como «Casino Primitivo», ejecutando para éste las obras de reforma en las que se crearon un salón social, biblioteca y otras dependencias. En ese mismo momento abre las dos galerías de ladrillo de estilo regionalista a la calle Maestra. Actualmente se conserva la escalera de estilo modernista que conecta las dos plantas donde se encontraban los dos salones sociales del antiguo Casino y que comunica con el patio (en el que se encuentran los siete arcos).

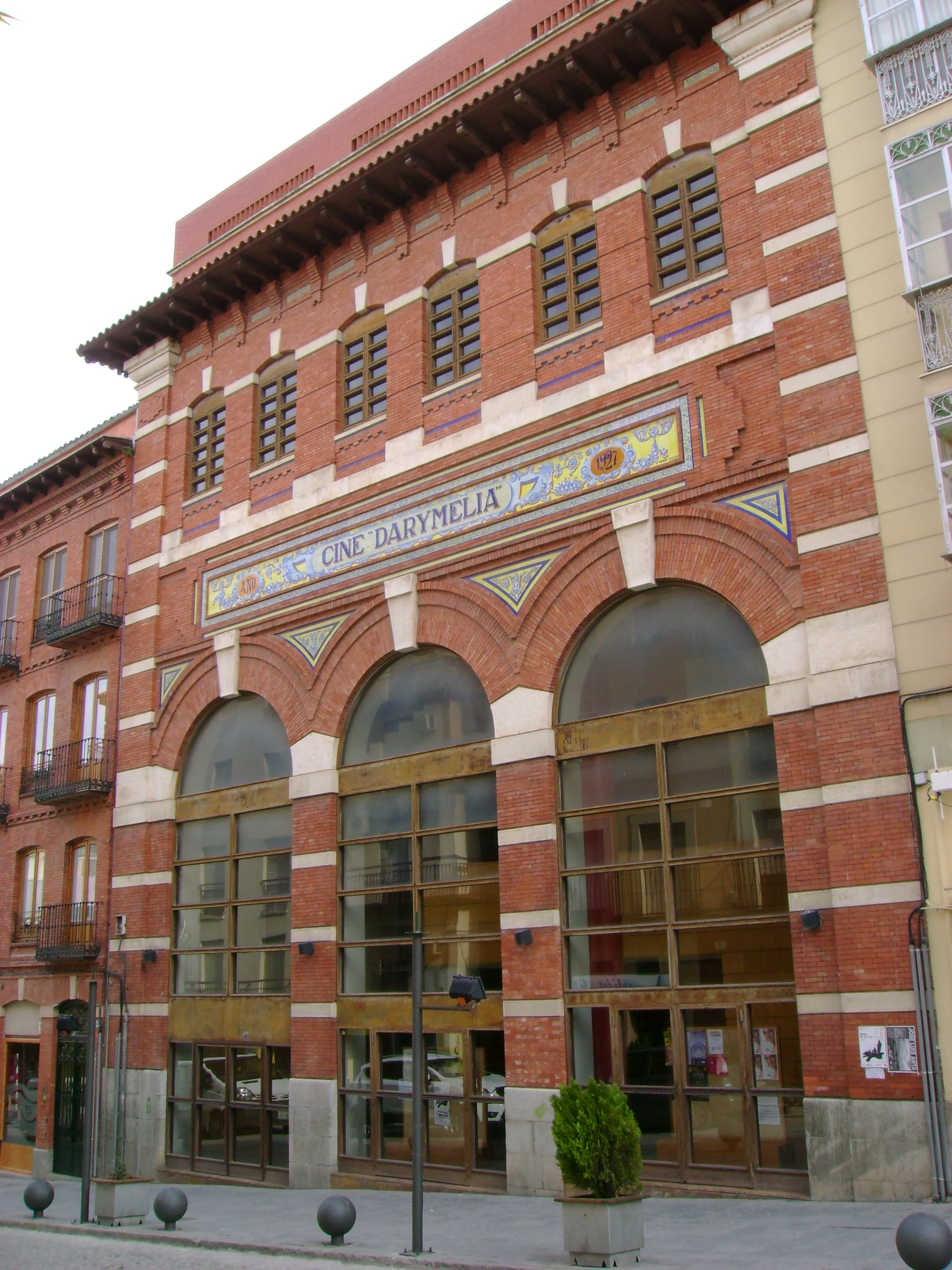
Teatro Darymelia

En 1925 el arquitecto deja su impronta en la ejecución del cine Darymelia, construido sobre el solar del antiguo teatro principal, que formaba parte del palacio del Condestable Iranzo, para lo que probablemente fue derribada la primitiva torre que daba a la plaza de la Audiencia para abrir la portada principal de lo que actualmente es denominado como cine Darymelia, que continúa con los mismos esquemas regionalistas que el arquitecto aplicó algunos años antes en la fachada del palacio.
La fachada se compone de dos amplias galerías de arcos superpuestos, de medio punto los de la primera planta y rebajados los de la segunda. Aparece abierto a la calle y con amplias y luminosas salas superpuestas, dos en la crujía de fachada y otras dos en el lateral.
Su decoración interior responde al gusto historicista de la época con estucos de florones y guirnaldas, evidentes especialmente en el salón de baile, actual Biblioteca Pública.
Por último el Ayuntamiento de Jaén volvió a reunir los inmuebles, al adquirir en 1985 el cine, que convirtió en teatro.